# 스토레이아프리카두더지쥐
스토레이아프리카두더지쥐(Tachyoryctes storeyi)는 소경쥐과에 속하는 설치류의 일종이다. 케냐의 토착종이다. 자연 서식지는 아열대 또는 열대 기후 지역의 건조 저지대 초원이다. 일부 분류학자들은 동아프리카두더지쥐(Tachyoryctes splendens)와 같은 종으로 간주하기도 한다.